# Baldev Raj Chopra
Baldev Raj Chopra est un réalisateur, scénariste et producteur indien de Bollywood, né le 22 avril 1914 à Ludhiana et mort le 5 novembre 2008 à Bombay (Inde).

## Biographie
Il étudie à l'université de Lahore puis, en 1947 lors de la partition, s'installe d'abord à Delhi et ensuite à Bombay. Il rencontre le succès dès sa première réalisation, Afsana (1951) avec Ashok Kumar. Il poursuit avec, entre autres, Naya Daur (en) (1957), Kanoon (en) (1960), Gumrah (en) (1963) et Hamraaz (en) (1967) qui pour la plupart montrent un intérêt pour les questions sociales. En 1955, il fonde sa propre société de production, BR Films, qui connait de nombreuses réussites et dans laquelle son jeune frère, Yash Chopra, fait ses premières armes. En 1988, il produit la série télévisée Mahabharat dont les 94 épisodes inspirés de l'épopée le Mahābhārata et réalisés par son fils Ravi Chopra, réunissent une audience considérable.

## Filmographie

### Comme réalisateur
- 1949 : Karwat
- 1951 : Afsana (en)
- 1953 : Shole
- 1954 : Chandni Chowk
- 1956 : Ek-Hi-Rasta
- 1957 : Naya Daur (en)
- 1958 : Sadhna
- 1960 : Kanoon (en)
- 1963 : Gumrah (en)
- 1967 : Hamraaz (en)
- 1972 : Dastaan (en)
- 1973 : Dhund
- 1977 : Karm (en)
- 1978 : Pati Patni Aur Woh (en)
- 1980 : Insaaf Ka Tarazu (en)
- 1982 : Nikaah (en)
- 1985 : Tawaif
- 1986 : Bahadur Shah Zafar (série télévisée)
- 1987 : Avam
- 1988 : Mahabharat (en) (série télévisée)
- 1992 : Kal Ki Awaz (hi)
- 1992 : Sauda (série télévisée)

### Comme producteur
Sauf mention contraire, les films sont réalisés par Baldev Raj Chopra.
- 1946 : Chandni Chowk de Thakur Himmat Singh
- 1951 : Afsana (en)
- 1956 : Ek-Hi-Rasta
- 1957 : Naya Daur (en)
- 1958 : Sadhna
- 1959 : Dhool Ka Phool (en) de Yash Chopra
- 1960 : Kanoon (en)
- 1961 : Dharmputra de Yash Chopra
- 1963 : Gumrah (en)
- 1965 : Waqt (en) de Yash Chopra
- 1967 : Hamraaz (en)
- 1969 : Ittefaq (en) de Yash Chopra
- 1969 : Aadmi Aur Insaan (en) de Yash Chopra
- 1972 : Dastaan (en)
- 1973 : Dhund
- 1975 : Zameer (en) de Ravi Chopra
- 1975 : Chhoti Si Baat (en) de Basu Chatterjee
- 1977 : Karm (en)
- 1980 : The Burning Train (en) de Ravi Chopra
- 1980 : Insaaf Ka Tarazu (en)
- 1981 : Agni Pareeksha de Kamal Majumdar
- 1982 : Beta
- 1982 : Nikaah (en)
- 1982 : Teri Meri Kahaani, téléfilm de Jay Prakash
- 1983 : Mazdoor (en) de Ravi Chopra
- 1983 : Dharti Aakash, téléfilm de Ram Gabale
- 1984 : Aaj Ki Awaaz (en) de Ravi Chopra
- 1985 : Ghazal
- 1986 : Kirayadar de Basu Chatterjee
- 1986 : Dahleez (en) de Ravi Chopra
- 1987 : Avam
- 1988 : Mahabharat (en) (série télévisée)
- 1991 : Pratigyabadh de Ravi Chopra
- 1992 : Kal Ki Awaz (hi) de Ravi Chopra et Baldev Raj Chopra
- 2002 : Ramayan (mini-série)
- 2003 : Baghban de Ravi Chopra
- 2006 : Baabul de Ravi Chopra
- 2008 : Bhoothnath de Vivek Sharma
- Nanyachi Dusri Baju de Vishal Desai

## Distinctions

### Récompenses
- Filmfare Awards 1962 : Meilleur réalisateur pour Kanoon
- Screen Awards 1996 : Prix pour l'ensemble de la carrière d'un artiste
- Prix Dadasaheb Phalke 1998
- Mumbai International Film Festival 1999 : Lifetime Achievement Award
- Filmfare Awards 2004 : Lifetime Achievement Award
- Phalke Ratna Award 2008

### Nominations
- Filmfare Awards 1959 :
  - Meilleur film pour Sadhna
  - Meilleur réalisateur pour Sadhna

- Filmfare Awards 1962 : Meilleur film pour Kanoon
- Filmfare Awards 1964 : Meilleur réalisateur pour Gumrah
- Apsara Film Producers Guild Awards 2004 : Meilleur film pour Baghban

- International Indian Film Academy Awards 2004 :
  - Meilleur film pour Baghban
  - Meilleure histoire pour Baghban